# Épieds (Maine i Loira)
Épieds és un municipi francès situat al departament de Maine i Loira i a la regió de País del Loira. L'any 2007 tenia 614 habitants.

## Demografia

### Població
El 2007 la població de fet d'Épieds era de 614 persones. Hi havia 234 famílies de les quals 52 eren unipersonals (28 homes vivint sols i 24 dones vivint soles), 75 parelles sense fills, 103 parelles amb fills i 4 famílies monoparentals amb fills.
La població ha evolucionat segons el següent gràfic:
Habitants censats

### Habitatges
El 2007 hi havia 288 habitatges, 245 eren l'habitatge principal de la família, 39 eren segones residències i 4 estaven desocupats. 283 eren cases i 5 eren apartaments. Dels 245 habitatges principals, 210 estaven ocupats pels seus propietaris, 30 estaven llogats i ocupats pels llogaters i 6 estaven cedits a títol gratuït; 1 tenia una cambra, 10 en tenien dues, 25 en tenien tres, 71 en tenien quatre i 139 en tenien cinc o més. 190 habitatges disposaven pel capbaix d'una plaça de pàrquing. A 97 habitatges hi havia un automòbil i a 137 n'hi havia dos o més.

### Piràmide de població
La piràmide de població per edats i sexe el 2009 era:
| Homes | Edats   | Dones |
| ----- | ------- | ----- |
| 0     | 95 o +  | 0     |
| 0     | 90 a 94 | 0     |
| 0     | 85 a 89 | 8     |
| 4     | 80 a 84 | 4     |
| 12    | 75 a 79 | 0     |
| 12    | 70 a 74 | 24    |
| 12    | 65 a 69 | 16    |
| 20    | 60 a 64 | 16    |
| 16    | 55 a 59 | 12    |
| 20    | 50 a 54 | 16    |
| 32    | 45 a 49 | 28    |
| 40    | 40 a 44 | 20    |
| 16    | 35 a 39 | 24    |
| 0     | 30 a 34 | 0     |
| 12    | 25 a 29 | 12    |
| 12    | 20 a 24 | 12    |
| 20    | 15 a 19 | 36    |
| 20    | 10 a 14 | 16    |
| 8     | 5 a 9   | 12    |
| 12    | 0 a 4   | 8     |

## Economia
El 2007 la població en edat de treballar era de 405 persones, 316 eren actives i 89 eren inactives. De les 316 persones actives 288 estaven ocupades (161 homes i 127 dones) i 28 estaven aturades (10 homes i 18 dones). De les 89 persones inactives 34 estaven jubilades, 27 estaven estudiant i 28 estaven classificades com a «altres inactius».

### Ingressos
El 2009 a Épieds hi havia 273 unitats fiscals que integraven 720 persones, la mediana anual d'ingressos fiscals per persona era de 16.534 €.

### Activitats econòmiques
Dels 10 establiments que hi havia el 2007, 1 era d'una empresa de fabricació de material elèctric, 3 d'empreses de construcció, 1 d'una empresa de comerç i reparació d'automòbils, 2 d'empreses d'hostatgeria i restauració, 1 d'una empresa financera, 1 d'una empresa immobiliària i 1 d'una empresa de serveis.
Dels 4 establiments de servei als particulars que hi havia el 2009, 1 era un guixaire pintor, 1 fusteria, 1 lampisteria i 1 restaurant.
L'any 2000 a Épieds hi havia 26 explotacions agrícoles que ocupaven un total de 1.309 hectàrees.

## Equipaments sanitaris i escolars
El 2009 hi havia una escola elemental.

## Poblacions més properes
El següent diagrama mostra les poblacions més properes.